# 10850 Denso
10850 Denso eller 1995 BU4 är en asteroid i huvudbältet som upptäcktes den 26 januari 1995 av den japanska astronomen Akimasa Nakamura vid Kuma Kogen-observatoriet. Den är uppkallad efter företaget Denso.
Asteroiden har en diameter på ungefär 2 kilometer.